# Perry County, Arkansas
Perry County är ett administrativt område i delstaten Arkansas, USA. År 2010 hade countyt 10 445 invånare. Den administrativa huvudorten (county seat) är Perryville.

## Geografi
Enligt United States Census Bureau har countyt en total area på 1 450 km². 1 424 km² av den arean är land och 26 km² är vatten. 

### Angränsande countyn
- Conway County - nord
- Faulkner County - nordöst
- Pulaski County - öst
- Saline County - sydöst
- Garland County - sydväst
- Yell County - väst